# Malcolm Stoddard
Malcolm Stoddard est un acteur et réalisateur britannique né le 20 juillet 1948 en Angleterre (Royaume-Uni).

## Filmographie

### comme acteur
- 1973 : Luther : King Charles
- 1973 : Chers Parents (Cari genitori)
- 1974 : Jennie: Lady Randolph Churchill (feuilleton TV) : Jack
- 1976 : The Glittering Prizes (feuilleton TV) : Dan Bradley
- 1978 : The Voyage of Charles Darwin (série télévisée) : Charles Darwin
- 1979 : SOS Titanic (téléfilm) : 2nd Officer Charles H. Lightroller
- 1980 : The Assassination Run (téléfilm) : Mark Fraser
- 1980 : Les Yeux du mal (The Godsend) : Alan Marlowe
- 1980 : Rain on the Roof (téléfilm) : John
- 1981 : The Treachery Game (téléfilm) : Mark Fraser
- 1982 : Squadron (série télévisée) : Wg. Cmdr. Peter Tyson
- 1983 : By the Sword Divided (feuilleton TV) : Capt. Marsh
- 1984 : Oxbridge Blues (feuilleton TV)
- 1986 : The Campbells (série télévisée) : Dr. James Campbell
- 1989 : The Saint: The Software Murders (téléfilm)
- 1989 : Les Contes d'Avonlea ("Road to Avonlea") (série télévisée) : Malcolm MacEwan
- 1989 : Tree of Hands : Dr. Ian Raeburn
- 1990 : Families (série télévisée) : Mike Thompson
- 1996 : Les Voyages de Gulliver (Gulliver's Travels) (téléfilm) : Struldbrugg horseman
- 1996 : The Girl (téléfilm) : Matthew Thornton
- 1998 : La Dynastie des Carey-Lewis : Le Grand Retour (Coming Home) (téléfilm) : Somerville
- 1972 : Emmerdale Farm (série télévisée) : Lord Michael Thornfield (1998)
- 1999 : L'Île au trésor (Treasure Island) : Capitaine Smollet
- 2005 : Dil Jo Bhi Kahey... : Norman Besson

### comme réalisateur
- 1986 : The Campbells (série télévisée)